# Lorenzo Bianchi
Lorenzo Bianchi PIME (chiń. 白英奇) (ur. 1 kwietnia 1899 w Corteno Golgi, zm. 14 lutego 1983) – włoski duchowny katolicki, członek Instytutu Papieskiego dla Misji Zagranicznych, biskup hongkoński.

## Biografia
Urodził się we Włoszech. W 1920 wstąpił do Instytutu Papieskiego dla Misji Zagranicznych. 23 września 1922 otrzymał święcenia prezbiteriatu. 13 września 1923 przyjechał do Hongkongu, gdzie przez następne lata był misjonarzem.
21 kwietnia 1949 papież Pius XII mianował go koadiutorem biskupa Hongkongu oraz biskupem tytularnym chomskim. 9 października 1949 przyjął sakrę biskupią z rąk biskupa hongkońskiego Enrico Pascala Valtorty PIME. Współkonsekratorami byli biskup Beihai Gustave-Joseph Deswazières MEP oraz biskup Jiangmenu Adolph John Paschang MM.
3 września 1951 zmarł bp Valtorta. Tym samym ordynariuszem został bp Bianchi. Bp Bianchi jako ojciec soborowy wziął udział w soborze watykańskim II.
30 listopada 1968 bp Bianchi zrezygnował z katedry, aby ordynariuszem mógł zostać Chińczyk i 19 kwietnia 1969 powrócił do Włoch. Otrzymał wówczas od papieża biskupstwo tytularne Sorres, z którego zrezygnował 10 października 1976, przyjmując tytuł emerytowanego biskupa hongkońskiego.
Zmarł 14 lutego 1983 we Włoszech.